# California State Route 190
Pour les articles homonymes, voir Route 190.
La California State Route 190 est une route dans les comtés d'Inyo et de Tulare, en Californie, dans le sud-ouest des États-Unis. Elle est constituée de deux sections dont la plus orientale est la principale voie au sein du parc national de la vallée de la Mort. Elle y dessert le Father Crowley Viewpoint et Panamint Springs, traverse la Panamint Valley, emprunte le col Towne, atteint Stovepipe Wells puis s'oriente vers le sud dans la vallée de la Mort avant de passer Furnace Creek et finalement près de Zabriskie Point.